# Xan de Waard
Xan de Waard est une hockeyeuse sur gazon néerlandaise née le 8 novembre 1995 à Renkum. Elle débute en équipe nationale en juin 2013 au poste d'attaquant (numéro 3) et participe à tous les succès de l'équipe féminine.
Elle remporte la Coupe du monde en 2014. Elle fait partie de l'équipe néerlandaise vice-championne Jeux de Rio en 2016.